# Luka Lučić
Luka Lučić (* 2. ledna 1995, Split) je chorvatský fotbalový obránce, od ledna 2015 působí v týmu FC Baník Ostrava, kam přišel z Hajduku Split.

## Klubová kariéra
V Chorvatsku debutoval v seniorském fotbale v dresu Hajduku Split. Nastupoval i za rezervní tým Hajduku.
V lednu 2015 přestoupil do českého klubu FC Baník Ostrava, podepsal smlouvu do léta 2018. V 1. české lize debutoval 21. února 2015 proti FK Teplice (prohra 0:1).
V červnu 2015 byl na testech ve slovenském klubu MŠK Žilina (vicemistr ze sezóny 2014/15).